# Beroe (nutrice di Semele)
Beroe (in greco antico: Βερόη?, Beróē) è un personaggio della mitologia greca. Ninfa e nutrice di Semele, fu una delle amanti di Zeus.

## Mitologia
Un giorno Zeus decise di sedurre Semele, quindi assunse l'aspetto di Beroe per potersi avvicinare senza destare sospetti.
Era, quindi, si trasformò a sua volta in Beroe, per chiedere a Semele di far rivelare la sua vera forma alla prima finta Beroe (Zeus).